# فتحي لاشين
فتحي السيد لاشين استشاري المعاملات المالية الإسلامية، والمستشار السابق بوزارة العدل في مصر، وأحد قيادات الإخوان المسلمين في مصر، وُلد عام 1932م بقرية «عمروس» مركز الشهداء بمحافظة المنوفية.

## التعليم
تلقَّى تعليمه الأساسي في قريته، دراس الحقوق في جامعة القاهرة؛ حيث حصل على شهادة الليسانس عام 1958م وحصل على الشهادة العليا في أصول الدين من جامعة الأزهر في نفس العام 1958، التحق بسلك النيابة العامة عام 1959م.
حصل على الدكتوراه من جامعة القاهرة عام 1980م في رسالة تناولت الشريعة الإسلامية مقارنةً بالقانون المدني فيما يتعلق بعقد التأمين ومحاولة التقريب بينهما.

## العمل
- تدرَّج في المناصب حتى درجة مستشار.
- ثم انتُدب للعمل في ليبيا عام 1975م مستشارًا لوزير العدل الليبي لشئون الشريعة الإسلامية، لمدة 3 سنوات.
- عمل مفتشًا قضائيًّا ثمَّ مفتشًا أولَ بوزارة العدل، وانتُدب للعمل في المكتب الفني لمحكمة النقض.
- انتداب رئيسًا لمحكمة الجنايات بدولة الإمارات.
- ثم أصبح عضوًا في مجلس وزراء العدل العرب لوضع قانون جنائي عربي موحَّد، وأنجزت اللجنة المكلَّفة هذا القانون.
- تمَّ ترشيحه لرئاسة محكمة النقض أثناء عمله بالإمارات، إلا أنه فضَّل الاستمرار هناك إلى أن استقال وعمل بالمحاماة ثم تركها أيضًا لظروفه الصحية.

له العديد من الأبحاث الاقتصادية، وله عدة مؤلفات في القانون المدني والجنائي.

## اعتقاله
اعتقلته أجهزة الأمن المصرية من منزله يوم 28 يونيو 2009م بتهمة انتمائه للإخوان رغم معانته المرضية وقامت بالاستيلاء علي أمواله ثم أفرجت عنه لعدم وجود شيء يدينه.